# 陳錫 (弘治進士)
陳錫（1464年—1544年），字祐卿，廣東廣州府南海縣民籍，明朝政治人物。

## 生平
弘治十一年（1498年）戊午科廣東鄉試第□名舉人。弘治十八年（1505年）中式乙丑科會試第一百三名，二甲第四十五名進士。初授行人司行人，正德五年四月为副使，册封诸王府。升户部主事，曾管马厩草场事，又司通州漕运，革弊政六条。转员外郎，调吏部稽勲司，寻升郎中。属舍人朱麒求袭封保国公，锡以祖制非有重大军功，不得封爵，袭荫驳之，尚书杨一清从其议，因著为令。正德十一年（1516年）十月迁福建右参政，嘉靖元年（1522年）三月升本司右布政使，进左布政使。六年十月升應天府府尹，八年四月以病乞致仕。优游田园，以翰墨自娯，凡十馀年卒，年八十有一，赐祭葬，祀乡贤。陈錫墓赐葬南海浔冈，父赠太常卿珙墓在虎脉冈，学士黄佐撰神道碑。

## 家族
曾祖陳毅；祖父陳思賢；父陳珙，訓導。母林氏。永感下。兄子陈绍儒，亦歴顺天府尹，转尚书。